# أليكس ستيبانيك
أليكس ستيبانيك (بالألمانية: Alex Stepanek)‏ مواليد 11 يوليو 1963 في ميونخ، ألمانيا الغربية، هو لاعب كرة مضرب ألماني سابق. أعلى تصنيف له في الفردي كان المركز الـ 133 في سنة 1986. أعلى تصنيف له في الزوجي كان المركز الـ 336 في سنة 1988.

## النهائيات

### الفردي: (1)
| الرقم | السنة | الدورة                      | الأرضية | المنافس في النهائي | النتيجة في النهائي |
| ----- | ----- | --------------------------- | ------- | ------------------ | ------------------ |
| 1.    | 1986  | تارفيمونده، ألمانيا الغربية | ترابية  | كارل ليمبرجر       | 6–2, 6–0           |

## روابط خارجية
- أليكس ستيبانيك على موقع رابطة محترفي التنس (الإنجليزية)
- أليكس ستيبانيك على موقع الاتحاد الدولي لكرة المضرب (الإنجليزية)
- أليكس ستيبانيك على موقع خلاصة التنس.كوم (الإنجليزية)